# Arnold Tusa
Pour les articles homonymes, voir Tusa.
Arnold Bernard Tusa (né le 23 août 1940) est un homme politique provincial canadien de la Saskatchewan. Il représente la circonscription de Last Mountain-Touchwood à titre de député du Parti progressiste-conservateur de 1982 à 1991. Il sert entre autres comme président de l'Assemblée législative de 1986 jusqu'en 1991,.

## Biographie
Né à Cupar en Saskatchewan, Tusa étudie à l'Université de la Saskatchewan et obtient en baccalauréat en éducation. Il enseigne ensuite dans des écoles saskatchewanaises en plus d'opérer un ferme. Il entame sa carrière politique par une défaite dans la circonscription de Touchwood en 1971. Il est à nouveau défait dans Last Mountain-Touchwood en 1975 et en 1982. Réélu en 1978, il fait son entrée à l'Assemblée législative en 1982. Réélu en 1982, puis en 1986, il est défait en 1991.